# Xã Bois d'Arc, Quận Hempstead, Arkansas
Xã Bois d'Arc (tiếng Anh: Bois d'Arc Township) là một xã thuộc quận Hempstead, tiểu bang Arkansas, Hoa Kỳ. Năm 2010, dân số của xã này là 690 người.